# Moss Christie
Moss Christie, né le 26 novembre 1902 à Sydney et mort le 19 décembre 1978 dans la même ville, est un nageur australien.

## Biographie
Aux Jeux olympiques d'été de 1924 à Paris, Moss Christie remporte la médaille d'argent à l'issue de la finale du relais 4x200m nage libre en compagnie de Frank Beaurepaire, Boy Charlton et Ernest Henry.